# Дубищенська сільська рада (Чуднівський район)
| Дубищенська сільська рада — колишня адміністративно-територіальна одиниця та орган місцевого самоврядування у Бердичівському і Чуднівському районах Житомирської і Бердичівської округ, Вінницької й Житомирської областей Української РСР та України з адміністративним центром у с. Дубище. Сільській раді були підпорядковані населені пункти: - с. Дубище - с. Дідківці |

## Населення
Кількість населення ради, станом на 1923 рік, становила 1 860 осіб, кількість дворів — 340.
Відповідно до перепису населення СРСР, станом на 17 грудня 1926 року, чисельність населення ради становила 1 810 осіб, з них, за статтю: чоловіків — 855, жінок — 955; етнічний склад: українців — 1 682, євреїв — 10, поляків — 128. Кількість господарств — 372.
Відповідно до результатів перепису населення СРСР, кількість населення ради, станом на 12 січня 1989 року, становила 1 920 осіб.
Станом на 5 грудня 2001 року, відповідно до перепису населення України, кількість мешканців сільської ради становила 1 675 осіб.

## Склад ради
Рада складалася з 16 депутатів та голови.

## Керівний склад сільської ради
| ПІБ                       | Основні відомості                                                    | Дата обрання | Дата звільнення |
| ------------------------- | -------------------------------------------------------------------- | ------------ | --------------- |
| Ткачук Віталій Андрійович | Сільський голова, 1963 року народження, освіта, член народної партії | 26.03.2006   | 31.10.2010      |
| Ткачук Віталій Андрійович | Сільський голова, 1963 року народження, освіта вища, безпартійний    | 31.10.2010   |                 |

Примітка: таблиця складена за даними джерела

## Історія
Створена 1923 року в складі с. Дубище та хуторів Бабичі і Баришівка Чуднівської волості Полонського повіту Волинської губернії. Станом на 1 жовтня 1941 року х. Бабичі не значиться на обліку населених пунктів.
Станом на 1 вересня 1946 року сільська рада входила до складу Чуднівського району Житомирської області, на обліку в раді перебували села Барашівка та Дубище.
5 березня 1959 року, відповідно до рішення Житомирського облвиконкому № 161 «Про ліквідацію та зміну адміністративно-територіального поділу окремих сільських рад області», внаслідок укрупнення колгоспів, до складу ради включено села Дідківці, Лутаї та Новосілки ліквідованої Дідковецької сільської ради Чуднівського району. 29 червня 1960 року, відповідно до рішення Житомирського облвиконкому № 683 «Про об'єднання деяких населених пунктів в районах області», через фактичне злиття поселень, с. Барашівка приєднане до с. Дубище, села Лутаї та Новосілка — до с. Дідківці.
На 1 січня 1972 року сільська рада входила до складу Чуднівського району Житомирської області, на обліку в раді перебували села Дідківці та Дубище.
Припинила існування 15 січня 2019 року через об'єднання до складу Чуднівської міської територіальної громади Чуднівського району Житомирської області.
Входила до складу Чуднівського (7.03.1923 р., 8.12.1966 р.) та Бердичівського (30.12.1962 р.) районів.